# 御園古墳
御園古墳（みそのこふん）は、兵庫県尼崎市塚口本町にある古墳。形状は前方後円墳。史跡指定はされていない。石棺は尼崎市指定有形文化財に指定されている。

## 概要
兵庫県東部、藻川西岸に築造された古墳である。1933年（昭和8年）の墓地整理の際に石棺が発見されている。現在は三菱電機伊丹製作所の敷地に取り囲まれているほか、墳丘上は全体が墓地化されており大きく改変を受けている。
墳形は前方後円形と推定され、墳丘主軸を東西方向として前方部を西方向に向ける。墳丘長は約60メートル、高さは約3メートルを測る。埋葬施設として、前方部で組合式家形石棺（または長持形石棺）が認められている。この石棺は神戸層群中の白色系泥質堆積岩製で、長さ2.15メートル・幅1.20メートル・高さ1.10メートルを測り、蓋石の長辺には縄掛突起を付す。副葬品としては鏡・玉・剣・須恵器等が出土したと伝えられるが、現在は直刀2口（うち1口は環頭大刀）のみが遺存する。築造時期は古墳時代後期の6世紀中頃（または古墳時代中期の5世紀代）と推定される。
出土石棺は1981年（昭和56年）に樹脂加工の保存処理が実施されたのち、出土地付近に戻されて1984年（昭和59年）に尼崎市指定有形文化財に指定されている。

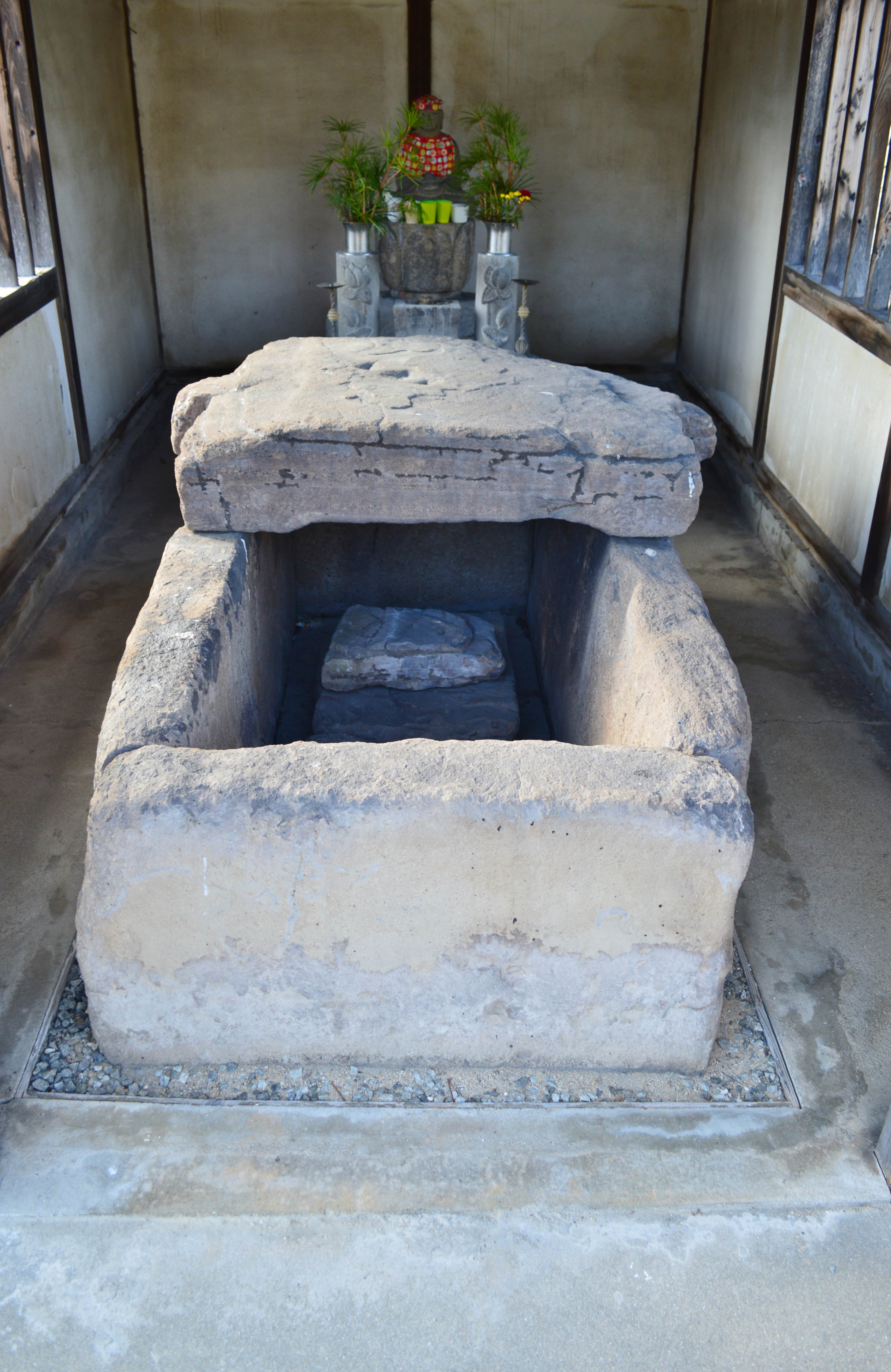
石棺（尼崎市指定文化財）

## 文化財

### 尼崎市指定文化財
- 有形文化財
  - 御園古墳石棺（考古資料） - 1984年（昭和59年）3月26日指定[2]。

## 周辺

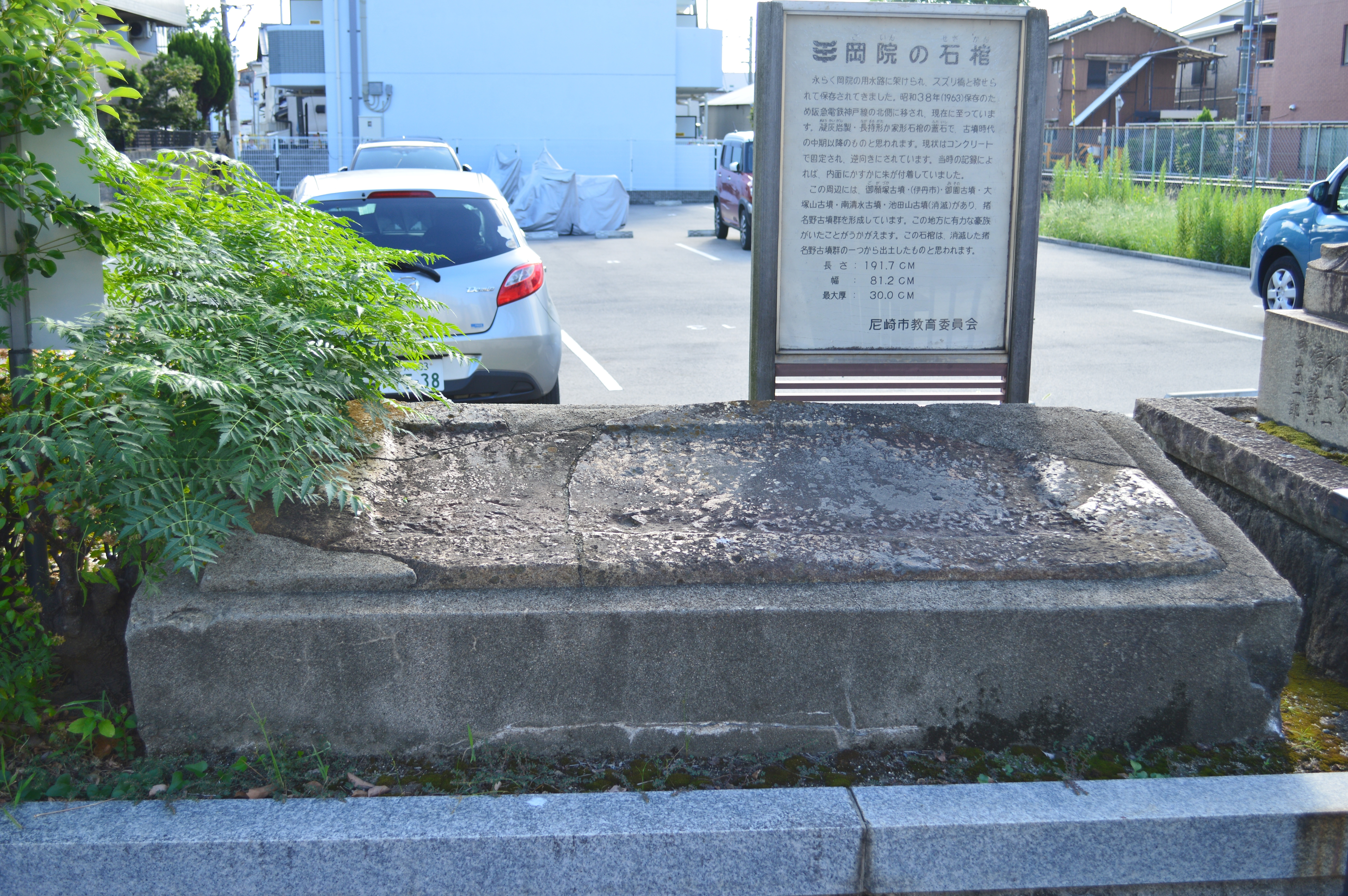
岡院の石棺

- 岡院の石棺（尼崎市御園） - 古墳時代中期の凝灰岩製の石棺（長持形石棺または家形石棺）蓋石。いずれの古墳のものかは明らかでない[4][5]。